# Thalassema philostracum
Thalassema philostracum is een lepelworm uit de familie Thalassematidae.
De wetenschappelijke naam van de soort werd in 1947 gepubliceerd door Walter Kenrick Fisher.